# Anna Wittelsbach (Pfalz-Veldenz)
Anna Wittelsbach (ur. 12 listopada 1540  – zm. 30 marca 1586) - księżniczka Palatynatu-Veldenz, margrabina Badenii-Durlach.
Córka księcia Ruprechta i Urszuli Daun-Kyrburg und Salm. 
1 sierpnia 1558 roku w Heidelbergu wyszła za mąż za Karola II przyszłego margrabiego Badenii-Durlach. Karol i Anna byli rodziami:
- Doroty Urszuli (1559-1583) - żona księcia Ludwika Wirtemberskiego
- Ernesta Fryderyka (1560-1604) - margrabiego Badenii-Durlach
- Jakuba (1562-1590) - margrabiego Badenii-Hachberg
- Anny Marii (1565-1573)
- Elżbiety (1570-1611)
- Jerzego Fryderyka (1573-1638) - margrabiego Badenii-Durlach

Gdy w 1577 roku zmarł jej mąż, synowie byli jeszcze małoletni. Uznano więc że do czasu uzyskania przez nich pełnoletniości rządzić będą w ich imieniu ich matka Anna, elektor Palatynatu Reńskiego Ludwik VI oraz Ludwik Wirtemberski. 